# یواس‌اس سولیوانز (دی‌دی-۵۳۷)
یواس‌اس سولیوانز (دی‌دی-۵۳۷) (به انگلیسی: USS The Sullivans (DD-537)) یک کشتی است که طول آن ۳۷۶ فوت ۶ اینچ (۱۱۴٫۷۶ متر) می‌باشد. این کشتی در سال ۱۹۴۳ ساخته شد.